# Nguyễn Đức Thiềm
Nguyễn Đức Thiềm (11 tháng 2 năm 1938 – 8 tháng 12 năm 2008) là một giáo sư, tiến sĩ kiến trúc sư, nhà giáo nổi tiếng tại Việt Nam. Nguyễn Đức Thiềm tham gia công tác đào tạo kiến trúc sư hơn 40 năm tại Việt Nam, 8 năm làm giáo sư giảng dạy kiến trúc ở Madagascar và Angeri, đạt danh hiệu nhà giáo ưu tú với hơn 11 giáo trình được Giải thưởng Kiến trúc Quốc gia. Ông là một trong những người đặt nền móng cho sự nghiệp đào tạo kiến trúc sư tại Việt Nam. Ông có nhiều thiết kế công trình được xây dựng tại Hà Nội đoạt giải thưởng Kiến trúc Quốc gia và các đề tài nghiên cứu khoa học cấp Bộ và cấp Nhà nước đoạt giải thưởng.
Nguyễn Đức Thiềm còn là thành viên ban chấp hành Đại hội Hội Kiến trúc sư Việt Nam nhiệm kì 1989 – 1994.
Năm 2011, Bộ sách về Kiến trúc và tác phẩm "Khía cạnh văn hóa xã hội của kiến trúc" của ông được Hội đồng cấp Bộ đề nghị Hội đồng cấp Nhà nước xét tặng Giải thưởng Nhà nước về văn học nghệ thuật lĩnh vực kiến trúc.

## Niên biểu hoạt động
- 1959: Tốt nghiệp loại ưu Đại học Bách Khoa Hà Nội
- 1987: Đạt danh hiệu Tiến sĩ Kiến trúc
- 1984: Đạt danh hiệu Phó Giáo sư
- 1985: Huân chương Kháng chiến Hạng Nhì
- 1995: Huy chương Vì sự nghiệp Giáo dục
- 1998: Chủ tịch nước tặng danh hiệu Nhà giáo Ưu tú
- 2003: Nhận danh hiệu Giáo sư
- 2004: Huy chương Vì sự nghiệp Khoa học và Công nghệ
- 2007: Huy chương Vì sự nghiệp Xây dựng
- 2008: Huy chương vì sự nghiệp Kiến trúc 2008[4]

## Tác phẩm đoạt giải

### Nghiên cứu khoa học
- Nhà ở lắp ghép thủ công một hai tầng
- Nhà khung 4-5 tầng lắp ghép bằng phương tiện đơn giản, lao động không có chuyên môn
- Hướng dẫn thiết kế chiếu sáng nghệ thuật các nhà công cộng và các không gian, công trình đô thị (loại xuất sắc - đề tài cấp Bộ Xây dựng)[5]

### Cuộc thi thiết kế kiến trúc
- Nhà ở gia đình nhiều tầng
- Kiến trúc đầu cầu Thăng Long
- Nhà văn hoá huyện
- Bảo tàng Hồ Chí Minh (hai giải thưởng)
- Trung tâm giao dịch và điều hành Viễn thông Quốc gia

### Ấn phẩm kiến trúc
- Cấu tạo kiến trúc nhà dân dụng (Giải thưởng Kiến trúc Quốc gia 1998)
- Góp phần tìm hiểu bản sắc kiến trúc truyền thống Việt Nam (Giải thưởng Kiến trúc Quốc gia 2000)
- Nguyên lý thiết kế kiến trúc dân dụng - Nhà ở, nhà công cộng (Giải thưởng Kiến trúc Quốc gia 2002)
- Khía cạnh văn hóa xã hội của kiến trúc (giải nhì Giải thưởng Kiến trúc Quốc gia 2008 - không có giải nhất)[6]
- Nguyên lý thiết kế kiến trúc dân dụng - Kiến trúc nhà ở